# 放課後シンデレラ2
『放課後シンデレラ2』（ほうかごシンデレラ2）はHOOKSOFTから2022年9月30日に発売されたアダルトゲームである。
本作は『放課後シンデレラ』のナンバリング上の続編と位置付けられているものの、物語上のつながりはない。
2023年6月29日にはNintendo Switch / PlayStation 4への移植版がエンターグラムから発売された。その翌日の6月30日には、本作のファンディスク『放課後シンデレラ2 ミニファンディスク ～君と踊る初めてのハッピーハロウィン～』が発売された。
本項ではファンディスクについても併せて解説する。

## あらすじ

### 本編
主人公・公住 新は、バイトに明け暮れるあまり、学校で孤立してしまった過去があった。母の転勤で新しい街に引っ越した彼は個性的な面々と出会うものの、どう過ごすべきかわからなくなってしまった。そこへ隣に住む家主の娘・小瀬葉月と出会い、下校を楽しむことにした。やがて、彼は葉月と下校をつづけたいと考えるようになる。

### 君と踊る初めてのハッピーハロウィン
秋、新は文化祭の準備に追われれていた。残されたヒロインは欲求不満がたまっており、文化祭当日の時点では限界に達していた。

## 登場人物
公住 新
主人公。
小瀬 葉月（おぜ はづき）
声:鶴屋春人
久住家のとなりに住む家主の娘。何かと新に対して世話を焼く。
夏越 千穂（なつごえ ちほ）
声：冬峰小鈴
新の同級生。人懐っこく、好奇心や感受性が強い。
車井 みくる（くるまい みくる）
声：東上ゆう
新の同級生。無口で無表情かつ、常にマスクをしている。
渡良瀬 寧々（わたらせ ねね）
声：東シヅ
新の後輩で、やたらと彼に絡んでくる。生意気で好戦的だが、納得すれば素直になる。
窓川 芹香（まどかわ せりか）
声：鹿瀬紫卯
新と同じ電車に乗る他行の女子生徒。何かと新をからかってくる

## 制作

### キャスティング
千穂役にはオーディションで冬峰小鈴が起用された。
冬峰は2025年の『BugBug』とのインタビューの中で、自分は収録準備の段階からキャラクターの見た目に沿った話し方を研究するタイプであるとしたうえで、千穂の場合は口元がへにゃっとしていることが多いことから、マスコットキャラクターのように、常に笑顔で若干舌足らずなしゃべり方を意識したと語っている

## 反響

### 受賞歴
| 部門名       | Getchu.com |
| ------------ | ---------- |
| 総合         | 10位       |
| シナリオ     | 圏外       |
| グラフィック | 圏外       |
| 音楽         | 8位        |
| システム     | 1位        |
| ムービー     | 9位        |
| エッチ       | 圏外       |

Getchu.comによる「美少女ゲーム大賞2022」での結果は右表の通り。また、キャラクター部門では寧々が8位にランクインしている。

## 主題歌
イッツトリックタイム！
- 歌：夜白魔メア[4]

ファンディスク主題歌

## 評価
「BugBug」に寄せられた体験版のレビューでは、ヒロインとの出会いを描いたプロローグに加え、少し関係が進んだピックアップイベントや下校パートを楽しめてよかったと評されている。